# 普鲁士的路易丝 (1770年)
普鲁士的弗雷德丽卡·多萝西娅·路易丝·菲莉宾公主（德語：Friederike Dorothea Luise Philippine von Preußen；1770年5月24日—1836年12月7日）是霍亨索伦家族的成员。 她是腓特烈大帝的侄女、普鲁士的奥古斯特·费迪南王子与他的妻子勃兰登堡-施韦特侯爵夫人伊丽莎白·路易丝的第二个女儿和第三个孩子。
路易丝和她的丈夫安东尼·拉齐维乌親王因对音乐的赞助以及在柏林社会的显赫地位而广受欢迎。 路易丝还因是伊丽莎白·拉齐维尔公主的母亲而闻名，伊丽莎白·拉齐维尔公主是未来的德国皇帝威廉一世的儿时恋人，威廉一世强烈希望娶她为妻，但由于考虑到和伊丽莎白的地位不平等，威廉的希望但遭到挫败。